# Il compleanno (Pinter)
Il compleanno (The Birthday Party) è un'opera teatrale del drammaturgo britannico Harold Pinter composta nel 1957, rappresentata per la prima volta all'Ars Theatre di Cambridge il 28 aprile 1958 e pubblicata a Londra nel 1959.

## Trama
L'intero dramma si svolge nella casa di Meg e Petey, talvolta identificata come pensione.

### Atto primo - mattina
Meg serve la colazione al marito Petey. I coniugi hanno una banale chiacchierata, dalla quale si evince una certa infelicità di fondo e l'ossessione di Meg nei confronti di Stanley Webber, un uomo sulla trentina, pensionante presso i due da circa un anno; poco dopo quest'ultimo entra in scena, trasandato e allucinato. Quando Petey esce, Meg si prende cura del giovane alternando atteggiamenti materni e civettuoli a subdole violenze verbali. A fine pasto, Meg annuncia a Stanley l'arrivo di due nuovi pensionanti: questa notizia sconvolge il giovane, che tenta invano di convincere la donna a cacciarli via. Il loro dialogo è interrotto da qualcuno che bussa alla porta d'ingresso: Meg esce di scena, mentre Stanley ascolta una voce che sembra arrivare dalla cassetta delle lettere; in realtà si tratta di Lulu, un'avvenente fanciulla venuta a consegnare un pacco per Meg. Anche lei sembra voler sedurre Stanley, ma di fronte alla sua resistenza va via lanciandogli velati insulti.
Rimasto solo, Stanley assiste all'arrivo dei due nuovi pensionanti, Goldberg e McCann: terrorizzato, origlia di nascosto i due parlare di un misterioso compito da svolgere, adoperando numerosi e intricati cliché burocratici. Torna Meg, che accoglie con mille cerimonie i due ospiti, per poi informarli che quel giorno è il compleanno di Stanley (sparito intanto dalla scena), e che lei vuole organizzare una festa: Goldberg e McCann propongono di aiutarla a rendere il party indimenticabile. Dopo che i nuovi ospiti di Meg salgono in camera loro, Stanley rientra e Meg gli consegna il pacco portato da Lulu: aprendolo il giovane vi trova un tamburo giocattolo, che comincia subito a suonare con forza, assordando Meg.

### Atto secondo - sera
La casa di Meg e Petey è addobbata per il party di compleanno di Stanley. Questi incontra McCann: i due cominciano a parlare, ma ben presto tra i due emerge una forte tensione. McCann è infatti deciso a impedire a Stanley di lasciare la casa, e lo trattiene con metodi sempre più violenti; il comportamento e il linguaggio di Stanley iniziano quindi a farsi farraginosi: nega che sia il suo compleanno, insiste che Meg sia pazza e chiede a McCann se Goldberg gli ha detto perché lui sia stato portato in casa. Lo stesso Goldberg interrompe i loro discorsi mandando McCann a prendere il whisky per la festa. Al suo ritorno, McCann e Goldberg interrogano Stanley a proposito del suo passato con una serie di domande ambigue e retoriche: gli lanciano addosso accuse sempre più inquietanti, insinuando che lui abbia commesso azioni terribili, finché il giovane non collassa. Da quel momento in poi cesserà di parlare, reagendo passivamente alle azioni degli altri personaggi.
Entra Meg col suo vestito da festa, e il party ha inizio: Meg e Goldberg rivolgono a Stanley dei brindisi banali e retorici, che tuttavia sembrano commuovere ed entusiasmare tutti gli ospiti; arriva poi Lulu, che si lancia in atteggiamenti amorosi con Goldberg. La festa culmina con una partita a mosca cieca, durante la quale McCann schernisce ulteriormente Stanley rompendogli gli occhiali e intrappolando il suo piede nel tamburo giocattolo. Improvvisamente si verifica un blackout: nel buio Stanley aggredisce Meg tentando di strangolarla, poi si getta su Lulu per violentarla. L'atto si conclude con Goldberg e McCann che bloccano contro un muro Stanley, in preda a una risata maniacale.

### Atto terzo - la mattina dopo
Petey fa colazione e Meg gli pone le stesse domande innocue del giorno prima, con importanti differenze che rivelano le conseguenze della festa (alla quale Petey non ha partecipato). La donna sembra credere che la festa sia riuscita perfettamente, e non fa minimamente cenno ai terribili avvenimenti verificatisi, continuando a parlare di Stanley come faceva il giorno prima. Nemmeno Goldberg e McCann ne fanno cenno, ma appaiono turbati e impazienti di lasciare la pensione.
Quando Meg esce per la spesa, Petey inizia a esprimere a Goldberg la sua preoccupazione per le condizioni di Stanley dopo la festa, e per l'intenzione di Goldberg di portare il giovane da un personaggio sconosciuto chiamato Monty. Quando McCann entra, pronto a lasciare la pensione insieme al suo amico, Petey esce: i due hanno a loro volta un preoccupante scambio di battute a proposito di Stanley, confermando indirettamente che dopo la festa il giovane sia impazzito. Di fronte a questa rivelazione l'atteggiamento sicuro e strafottente di Goldberg sembra vacillare temporaneamente; tuttavia l'uomo sembra riprendersi dopo aver chiesto a McCann di soffiargli in bocca.
Arriva Lulu, stravolta: la ragazza incolpa Goldberg per il modo in cui si è comportato la sera precedente durante eventi non visti avvenuti dopo la festa, ma McCann la aggredisce con commenti sgradevoli sul suo carattere, e la scaccia dopo averle chiesto di confessare i propri peccati. Entra Stanley, ormai privo di volontà, con gli occhiali rotti in mano e in abiti simili a quelli di Goldberg e McCann; i due lo bombardano con un elenco dei suoi difetti, chiedendogli di sottomettersi definitivamente e lasciare che siano loro a pensare per lui.
Petey tenta di opporsi, ma quando gli viene chiesta la sua opinione in merito Stanley riesce solo a emettere versi sconclusionati. Goldberg e McCann lo conducono verso l'auto che lo aspetta per portarlo da Monty. Petey li affronta un'ultima volta dicendo "Stan, non lasciare che ti dicano cosa fare!", ma è costretto a indietreggiare a causa della sua paura verso i due uomini. Quando Meg torna dalla spesa, la partenza dei due uomini non sembra preoccuparla quanto il fatto che Stanley non sia ancora sceso a colazione. Petey mente dicendole che il ragazzo sta ancora dormendo: confortata, Meg continua a decantare la perfetta riuscita del party, sottolineando che lei ne sia stata la vera protagonista.